# Edward Lorek
Edward Lorek – polski duchowny zielonoświątkowy, były zastępca Prezbitera Naczelnego i prezbiter okręgowy Okręgu Południowego Kościoła Zielonoświątkowego w RP.

## Życiorys
W 1981 został pastorem w Wapienicy, zaś w 1982 został ordynowany na prezbitera. W ostatniej kadencji istnienia Zjednoczonego Kościoła Ewangelicznego w Polskiej Rzeczypospolitej Ludowej piastował funkcję zastępcy Prezbitera Naczelnego ZKE. Był jednym z inicjatorów powołania Kościoła Zielonoświątkowego w RP, gdzie przez dwie kadencje również piastował funkcję zastępcy Prezbitera Naczelnego. Od 2005 był II pastorem zboru „Filadelfia” w Bielsku-Białej, zaś od grudnia 2008 był jego pastorem. W kadencji 2012–2016 był prezbiterem okręgowym Okręgu Południowego i członkiem Naczelnej Rady Kościoła. W 2016 został wybrany na kolejną kadencję jako prezbiter okręgowy Okręgu Południowego (jego kadencja wygasła w 2020).